# バンドー化学
バンドー化学株式会社（バンドーかがく、英称:Bando Chemical Industries, Ltd.）は、兵庫県神戸市中央区に本社を置く日本有数の総合化学メーカー〔社製品は産業用ゴムベルト〕である。主にベルトコンベアや自動車・オートバイ・印刷機部品など産業用ベルト、ホームドアや高機能防犯カメラなどに使用される精密ベルト、化成品や精密研磨剤、フレキシブル基盤などを手がけている。特に、ベルト事業においては信頼度、性能共に評価が高く、90%以上の世界シェアを誇る。

## 主な製品
- 自動車部品事業
  - 自動車用伝動ベルト製品（補機駆動用伝動ベルトおよび補機駆動用伝動システム製品）
  - 二輪車用伝動ベルト製品（スクーター用変速ベルト）
- 産業資材事業
  - 産業用伝動ベルト製品（産業機械用Vベルト、歯付ベルト、プーリなど）
  - 運搬ベルト（コンベヤベルト、樹脂コンベヤベルト、同期搬送用ベルト）
  - 運搬システム製品
  - もみすりロール
- 高機能エラストマー製品事業
  - クリーニングブレード
  - 高機能ローラ
  - 精密ベルト
  - ポリウレタン機能部品
  - 精密研磨剤
  - 樹脂フイルム（建築資材用、医療用、装飾表示用、工業用）
  - 樹脂シート
- その他事業
  - ロボット関連デバイス
  - 電子資材
  - 医療機器
  - フレキシブル基盤
  - その他、ゴムを利用した各種産業資材

## 沿革
- 1906年4月14日 - 阪東式調帯合資会社として神戸市兵庫区に創業し、阪東直三郎の発明による特許である日本初の木綿製伝動ベルト「阪東式木綿調帯」を生産開始
- 1921年 - 日本初のコンベヤベルト生産開始
- 1932年 - 日本初のVベルト販売開始
- 1937年1月 - 阪東調帯護謨株式会社に組織変更
- 1941年11月 - 有限会社南海調帯製造所を吸収合併し、大阪府泉南市に南海工場設置
- 1961年3月 - 阪東調帯ゴム株式会社に社名変更
- 1962年1月 - 大証二部上場
- 1964年 - 日本初の単層コンベヤベルト「モノプライベルト」生産開始
- 1968年2月 - 大証一部上場
- 1968年3月 - 兵庫県加古川市にベルトおよび工業用品の製造を目的として加古川工場新設
- 1970年8月 - バンドー化学株式会社に社名変更
- 1970年10月 - 東証一部上場
- 1972年 - 日本初の軽搬送用ベルト「サンラインＡ」販売開始
- 1973年10月 - 栃木県足利市にバンコラン製品の製造を目的として足利工場新設
- 1978年6月 - アメリカ・ドイツに現地法人設立
- 1980年8月 - シンガポールに現地法人設立
- 1985年 - 台湾に現地法人設立
- 1987年 - タイ・スペイン・インドネシアに現地法人設立
- 1988年 - 世界初の乾式無段変速機(CVT)用ベルト「バンドーアバンス」開発
- 1988年 - マレーシア・韓国に現地法人設立
- 1990年9月 - 和歌山県那賀郡桃山町に伝動ベルトの製造を目的として和歌山工場および伝動技術研究所を新設
- 1995年3月 - 本社を三宮グランドビルに移転
- 1995年 - 世界初のガラスコード入りポリウレタン製歯付ベルト開発
- 1995年 - 香港に現地法人設立
- 1998年 - 中国に現地法人設立
- 2003年 - トルコ・インドに現地法人設立
- 2007年10月 - 本社事務所をポートアイランドの新社屋に移転
- 2010年4月 - 本店所在地をポートアイランドの本社機能所在地に移転
- 2012年4月 - ベトナムに現地法人設立
- 2015年 - メキシコにて事業開始

## 事業所
- 本社事業所（神戸市中央区）
- 東京支店（東京都中央区）
- 名古屋オフィス（名古屋市中村区）
- 大阪オフィス（大阪市淀川区）
- 南海工場（大阪府泉南市）
- 和歌山工場（和歌山県紀の川市）
- 加古川工場（兵庫県加古川市）
- 足利工場（栃木県足利市）

## 関係会社

### 販売・加工サービス関係会社
- バンドー・I・C・S株式会社（大阪市淀川区）[2]
- バンドーエラストマー株式会社（神戸市兵庫区）
- バン工業用品株式会社（東京都中央区）
- 北陸バンドー株式会社（富山県富山市）
- 浩洋産業株式会社（東京都台東区）

### 製造関係会社
- 株式会社Aimedic MMT（東京都港区）
- ビー・エル・オートテック株式会社（神戸市兵庫区）
- 福井ベルト工業株式会社（福井県福井市）
- バンドー・ショルツ株式会社（兵庫県加古川市）

### その他サービス関係会社
- バンドートレーディング株式会社（神戸市兵庫区）
- バンドー興産株式会社（神戸市兵庫区）

## 海外拠点
- アジア
- アメリカ
- ヨーロッパ